# Fairhaven (Minnesota)
Fairhaven es un lugar designado por el censo ubicado en el condado de Stearns en el estado estadounidense de Minnesota. En el Censo de 2010 tenía una población de 358 habitantes y una densidad poblacional de 67,26 personas por km².

## Geografía
Fairhaven se encuentra ubicado en las coordenadas 45°19′26″N 94°12′20″O / 45.32389, -94.20556. Según la Oficina del Censo de los Estados Unidos, Fairhaven tiene una superficie total de 5.32 km², de la cual 4.94 km² corresponden a tierra firme y (7.15%) 0.38 km² es agua.

## Demografía
Según el censo de 2010, había 358 personas residiendo en Fairhaven. La densidad de población era de 67,26 hab./km². De los 358 habitantes, Fairhaven estaba compuesto por el 99.16% blancos, el 0% eran afroamericanos, el 0% eran amerindios, el 0% eran asiáticos, el 0% eran isleños del Pacífico, el 0% eran de otras razas y el 0.84% pertenecían a dos o más razas. Del total de la población el 0.84% eran hispanos o latinos de cualquier raza.